# Mariska Huisman
Mariska Huisman (Andijk, 23 de noviembre de 1983) es una deportista neerlandesa que compitió en patinaje de velocidad sobre hielo. Ganó una medalla de bronce en el Campeonato Mundial de Patinaje de Velocidad sobre Hielo en Distancia Individual de 2015, en la prueba de salida en grupo.

## Palmarés internacional
| Campeonato Mundial en Distancia Individual | Campeonato Mundial en Distancia Individual | Campeonato Mundial en Distancia Individual | Campeonato Mundial en Distancia Individual |
| Año                                        | Lugar                                      | Medalla                                    | Prueba                                     |
| ------------------------------------------ | ------------------------------------------ | ------------------------------------------ | ------------------------------------------ |
| 2015                                       | Heerenveen (Países Bajos)                  | Medalla de bronce                          | Salida en grupo                            |